# Lucius Iunius Moderatus Columella

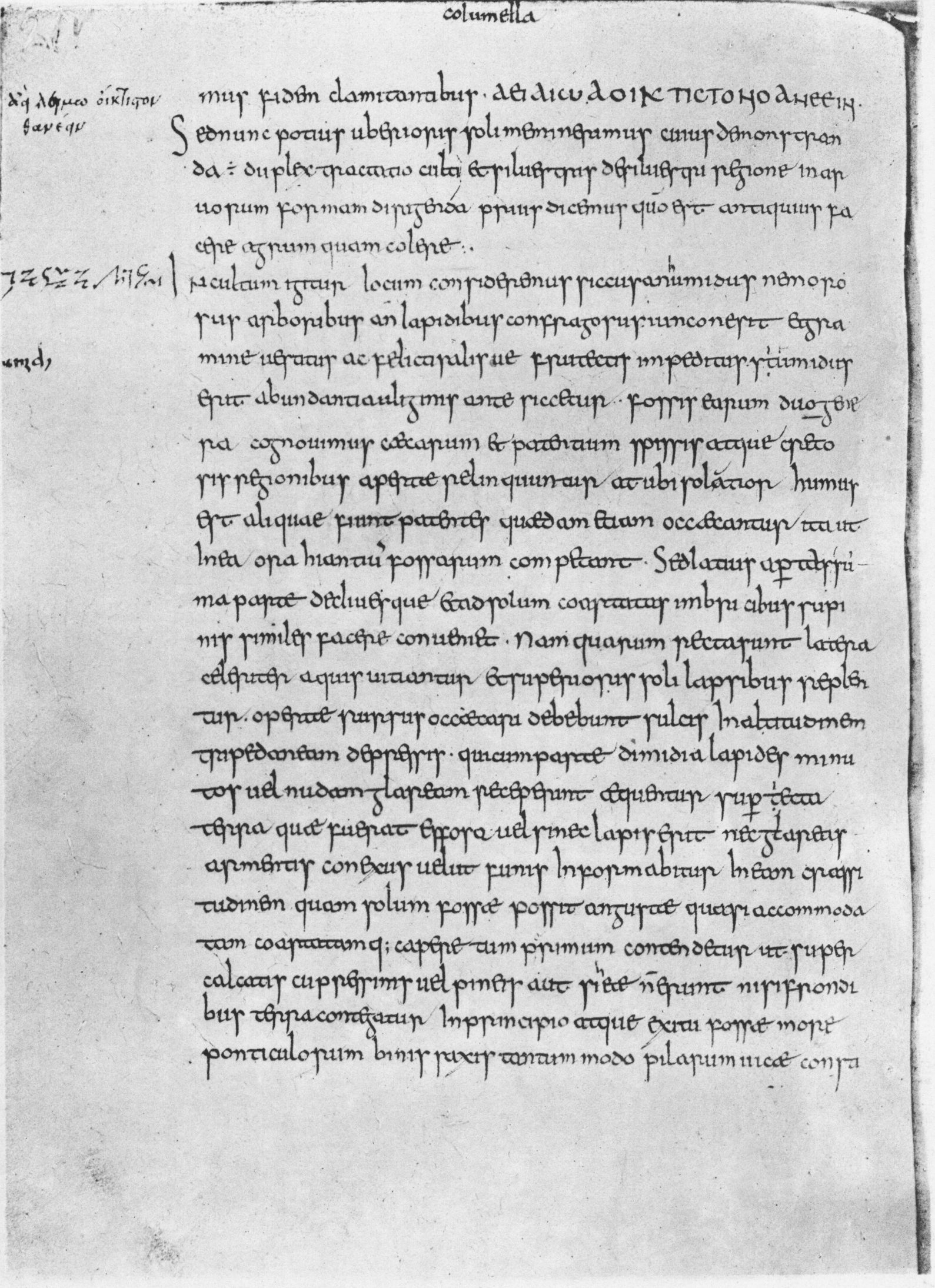
Columella, De re rustica in der Handschrift Mailand, Biblioteca Ambrosiana, L 85 sup., fol. 21v (frühes 9. Jahrhundert)

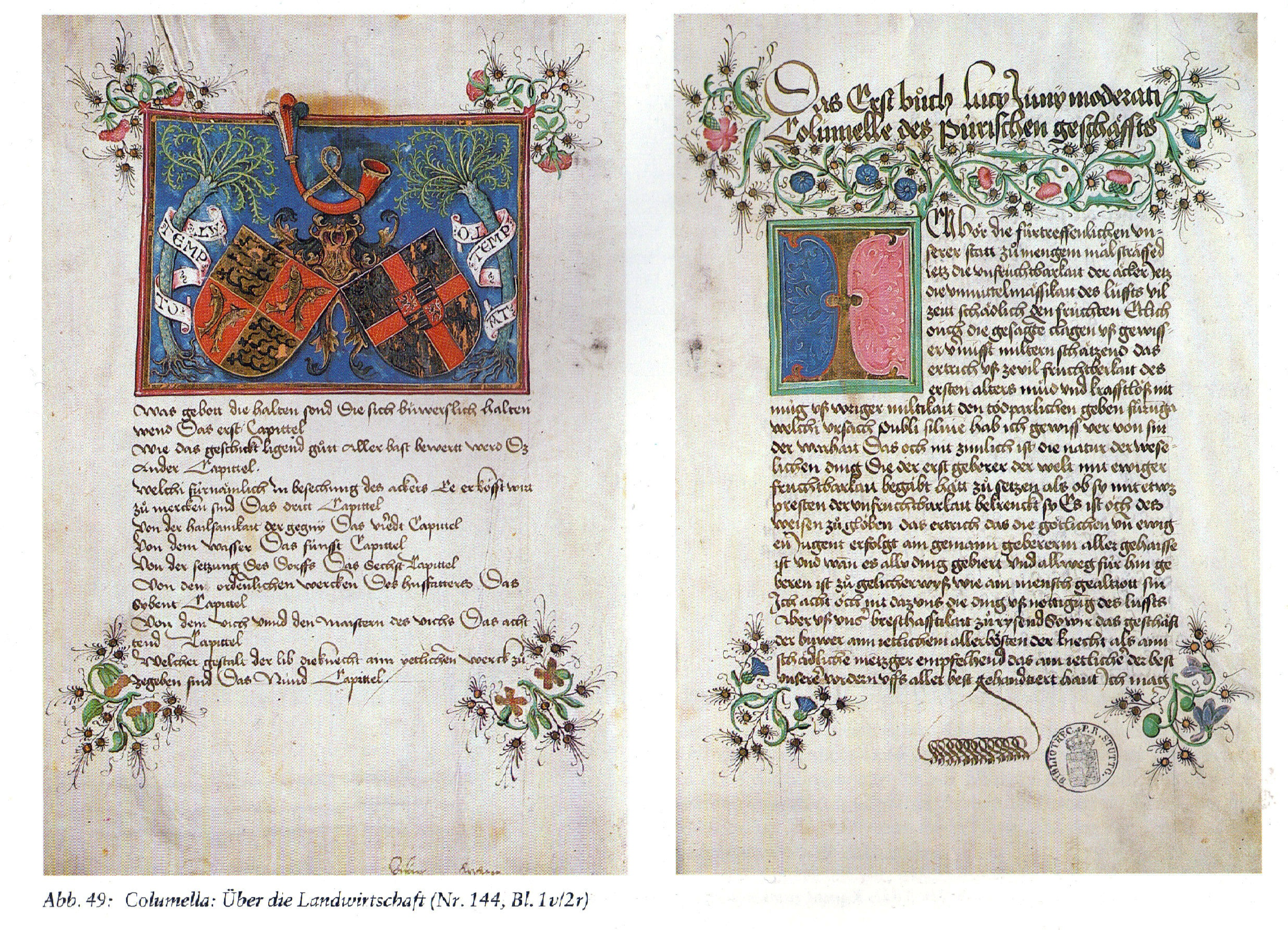
Die Stuttgarter Columellafassung des Heinrich Österreicher (um 1491)

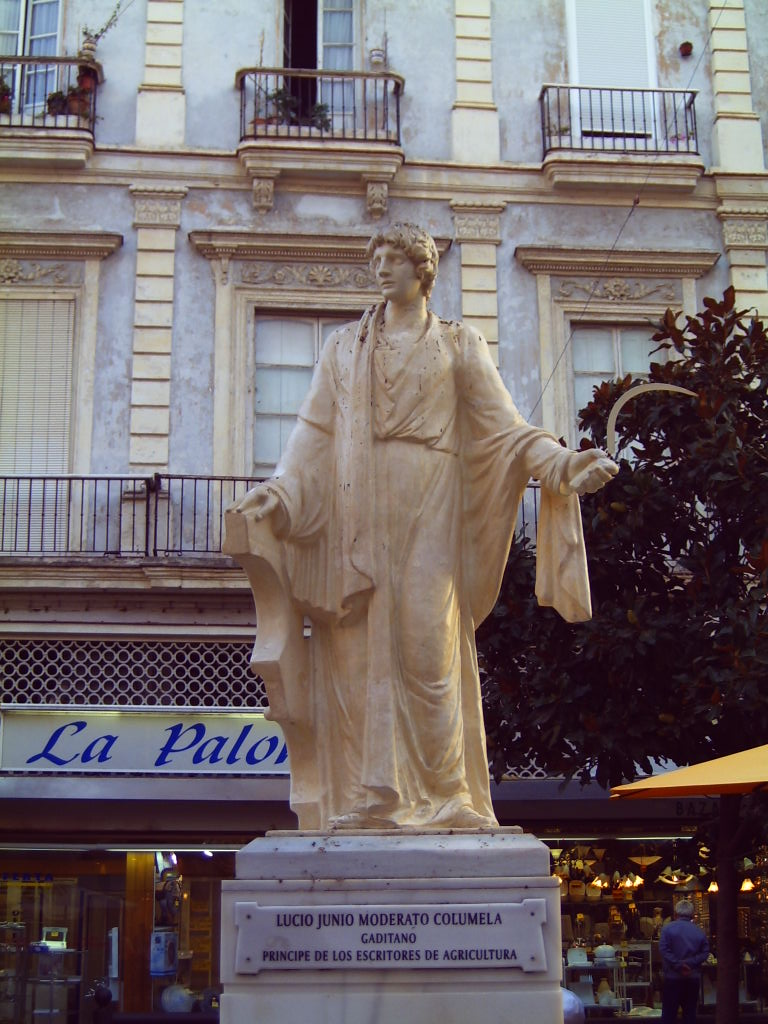
Neuzeitliche Columella-Statue auf der Plaza de las Flores, Cádiz

Lucius Iunius Moderatus Columella (* in Gades; † um 70 n. Chr.) war ein römischer Schriftsteller.
Columella lebte größtenteils in Italien und besaß in der Nähe von Rom ein Landgut. Es wird angenommen, dass er in der römischen Armee diente und in Syrien und Kilikien stationiert war.
Columella verfasste zur Zeit von Kaiser Claudius ein Werk über die Landwirtschaft, den Gartenbau und die Baumzucht in zwölf Büchern (Rei rusticae libri duodecim); es ist neben Catos De agri cultura das wohl bedeutendste erhaltene Werk über die Landwirtschaft aus römischer Zeit. Des Weiteren ist das zweite Buch eines Werkes namens De arboribus (Über Bäume) erhalten. Dieses Werk war insgesamt wohl deutlich kleiner als das Hauptwerk und entstand wahrscheinlich früher.

## Überlieferungsgeschichte

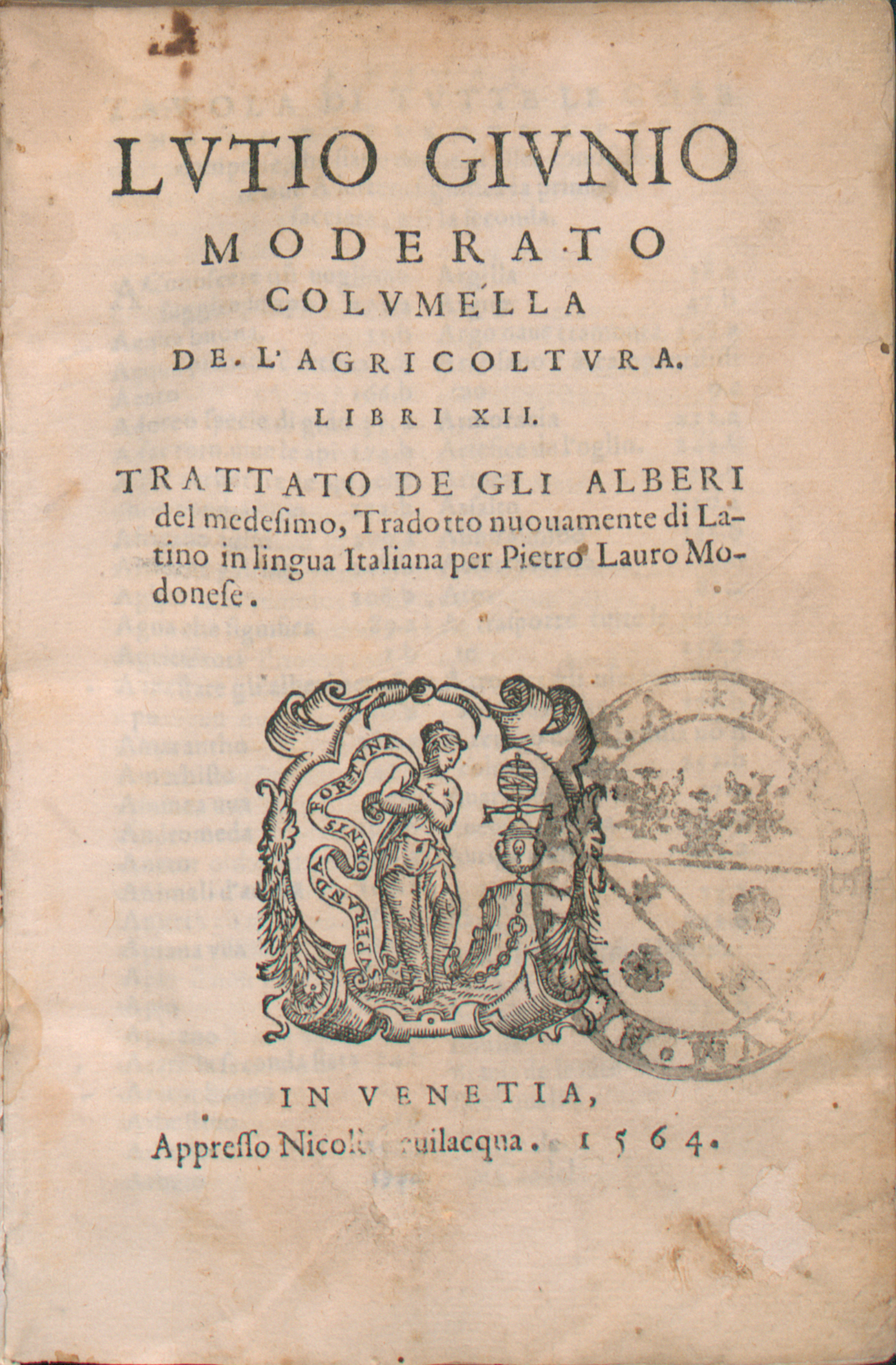
De re rustica, 1564

Im mittelalterlichen Europa waren die Schriften Columellas nur wenig verbreitet. Erhalten sind aus dem 9./10. Jahrhundert nur je eine Handschrift aus Corbie (heute Sankt Petersburg, Russische Nationalbibliothek, Ms. F.v.1) und Fulda (heute Mailand, Biblioteca Ambrosiana Cod. L.85. sup.).
Petrus de Crescentiis hat Columella im 13. Jahrhundert zitiert, aus dem 15. Jahrhundert sind rund 20 Codices bekannt, die auf ein von Poggio Bracciolini entdecktes Manuskript zurückgehen, das allerdings verloren ist.
Um 1470 schrieb Julius Pomponius Laetus eine Sammelhandschrift mit verschiedenen Texten, darunter Ovid und Serenus Sammonicus, an deren Beginn er Columellas De re rustica setzte. Der Codex befindet sich seit 1753 in der Bibliothek des Britischen Museums.
Für die Biblioteca Aragonese wurde um 1488 von Francesco di Antonio del Chierico eine aufwendig illuminierte Handschrift geschaffen, die heute in der Universitätsbibliothek Valencia liegt. 1491 schloss der Prämonstratenserabt Heinrich Österreicher († 1505) von Schussenried die erste deutsche Übersetzung ab, die für Graf Eberhard im Bart von Württemberg-Urach und seine Gemahlin Barbara Gonzaga bestimmt war. Sie befindet sich in der Württembergischen Landesbibliothek Stuttgart (Cod. cam. et oec. 2° 1).
Drucke erfolgten 1472 in Venedig durch Nicolas Jenson und 1482 in Reggio nell’Emilia durch Bartholomaeus de Bruschis in einer Sammelausgabe von Agrarschriftstellern, die im Wesentlichen ein Nachdruck der Ausgabe Jensons war.

## Ehrungen
Nach ihm benannt ist die Pflanzengattung Columellia Ruiz & Pav. aus der Familie der Columelliaceae.